# Герб Липецкой области
Герб Липецкой области — официальный символ Липецкой области Российской Федерации, принят 10 июля 2003 года. Герб внесён в Государственный геральдический регистр Российской Федерации под регистрационным номером 1210.

## Символика
Геральдическое описание (блазон) гласит:
В червлёном (красном) поле на пяти зелёных холмах (три и два) золотая липа. Щит увенчан золотой земельной короной и окружён лентой ордена Ленина
Авторская группа: Михаил Медведев (Санкт-Петербург), Константин Мочёнов (Химки), Борис Шальнев (Липецк), Юрий Коржик (Воронеж), Галина Туник (Москва).
Установлены три равнодопустимые версии герба:
- полный герб;
- средний герб — коронованный щит;
- малый герб — гербовый щит без короны и украшений[3].

## Описание
Герб Липецкой области по своему содержанию един и гармоничен. Все фигуры герба символизируют область и её жителей как тружеников, огромный вклад которых в экономическое, культурное, духовное развитие Липецкой области и страны имеет немаловажное значение.
Основой композиции герба области послужили исторический герб уездного города Липецка Тамбовской губернии, высочайше утверждённый 16 августа 1781 года, топонимика названия области и её образование.
Современная территория Липецкой области образована 6 января 1954 года Указом Президиума Верховного Совета СССР и расположена на исторических землях Воронежской, Орловской, Рязанской, Курской областей, что аллегорически показано в гербе четырьмя холмами; пятый холм символизирует Липецкую область. Вместе с тем, зелёные холмы говорят о благодатности здешних земель — 85% территории области занимают черноземы.
- Зелёный цвет дополняет символику природы области и символизирует достаток, процветание, стабильность.

Основной фигурой герба является дерево липы. Дерево — древнейший символ братства и согласия, призывает распорядиться, определить стержень собственной жизни, прорасти «корнями» в землю, а «вершиной» коснуться неба.
- Липа в геральдике — олицетворение сердечности и доброжелательности, аллегорически символизирует саму жизнь: липа всегда давала человеку одежду и обувь, укрытие и посуду, промышленные и музыкальные инструменты; чай из соцветий липы считается успокаивающим средством, а целебные свойства липового меда непревзойдённы.
- Красный цвет поля герба символизирует труд металлургов и машиностроителей, литейщиков и энергетиков, что дополняет содержание герба Липецкой области как промышленно развитого региона. Красный цвет — символ труда, жизнеутверждающей силы, мужества, праздника, красоты.
- Золотое аллегорично показывает аграрный сектор экономики области (традиционными направлениями сельскохозяйственного производства являются растениеводство, животноводство, производство зерновых, картофеля, сахарной свеклы). Золото — это цвет солнца, богатства, зерна, плодородия, эликсира жизни, символизирует величие, уважение, прочность, интеллект, великолепие.
- Земельная корона, указывает на статус Липецкой области как субъекта Российской Федерации.
- Лента ордена Ленина, которым Липецкая область награждена 1967 году, показывает заслуги области.

Таким образом, в гербе Липецкой области языком геральдических символов и аллегорий гармонично отражены история, природные особенности и богатства области, основной профиль деятельности населения; герб Липецкой области является «говорящим», что в геральдике считается классическим способом разработки герба.

## История
20 февраля 2003 года депутаты регионального парламента утвердили проекты герба Липецкой области и её флага. Описание герба: «В золотом поле на пяти зелёных холмах возвышается липа такого же цвета с красным стволом. Щит увенчан традиционной земельной золотой короной и зелёной лентой, на которой начертан девиз: „Трудом и доблестью“. Число холмов означает количество областей, из частей которых в 1954 году была образована Липецкая область».
Однако губернатор области О.П. Королёв наложил вето на закон о гербе и флаге. Текст закона и рисунки областных символов вернулись на доработку. 10 июля 2003 года Липецкий областной Совет депутатов постановлением №272-пс, принял новый закон «О гербе и флаге Липецкой области» (№60-оз), который вступил в силу с момента официального опубликования 2 августа 2003 года в «Липецкой газете» №151 (22029).